# Pascal Blanchet
 (décembre 2018).
Pascal Blanchet est un illustrateur et bédéiste québécois né en 1980 à Trois-Rivières au Québec.

## Biographie
Autodidacte, il réalise des illustrations pour des magazines et journaux américains et canadiens, comme Penguin Book, The San Francisco Magazine, The New Yorker et le National Post. Ses bandes dessinées ont remporté de nombreux prix.

## Œuvres

### Bandes dessinées
- 2005 : La Fugue, éditions La Pastèque
- 2006 : Rapide-Blanc, éditions La Pastèque
- 2007 : Bologne, éditions La Pastèque
- 2011 : Nocturne, éditions La Pastèque

### Albums jeunesse
- 2013 : Le Noël de Marguerite, texte de India Desjardins, illustrations de Pascal Blanchet, La Pastèque
- 2016 : En voiture! L'Amérique en chemin de fer, texte et illustrations de Pascal Blanchet, La Pastèque

## Distinctions
- Prix Bédélys Québec 2005 - Meilleur album québécois de l'année, pour La Fugue[1]
- Communications Arts - Illustration Annual dans la catégorie Livre, pour La Fugue
- Finaliste : Expozine 2005 - catégorie bandes dessinées, pour La Fugue
- Nomination : Prix Bédélys Québec 2006 - Association des libraires du Québec, pour Rapide-Blanc[2]
- Nomination :  Grand prix de la ville de Québec au Festival de la bande dessinée francophone de Québec 2007, pour Rapide-Blanc
- Prix Marcel-Couture 2007 - Mention spéciale, pour Rapide-Blanc
- Nomination : Festival de la BD francophone de Québec 2007 - Grand prix de la ville de Québec, pour Rapide-Blanc
- Nomination : Eisner Awards 2008 - Best Reality-Based Work, pour Rapide-Blanc
- Nomination : Joe Shuster Awards 2008 - Outstanding Canadian Comic Book Cartoonist (Writer/Artist), pour Bologne[3]
- Grand Prix Lux 2007 - Illustration - Livre / Bande dessinée / Roman graphique, pour Bologne
- Grand Prix Lux 2007 - Illustration - Grand Prix Illustration 2007 pour Bologne
- Prix Bona 2009 pour Bologne
- Prix Bologna Raggazzi (Foire internationale du livre jeunesse de Bologne, Italie) 2014, Catégorie Fiction[4] pour Le Noël de Marguerite, écrit par India Desjardins, qu'il a illustré.